# Шварцшильд, Леопольд
Леопольд Шва́рцшильд (нем. Leopold Schwarzschild; 8 декабря 1891, Франкфурт-на-Майне — 2 октября 1950, Санта-Маргерита-Лигуре) — немецкий публицист еврейского происхождения, социолог и издатель, журналист.

## Биография
Леопольд Шварцшильд происходил из старинной ортодоксальной еврейской семьи учёных и коммерсантов из Франкфурта-на-Майне. Получил торговое образование, затем изучал историю и экономику. Воевал в Первую мировую войну рядовым, затем изучал социологию, некоторое время являлся учеником Франца Оппенгеймера во Франкфурте-на-Майне. Первый журналистский опыт получил в газете Frankfurter Generalanzeiger, затем переехал в Берлин и вместе с венским писателем и журналистом Штефаном Гросманом публиковал журнал Das Tage-Buch, критически освещавший соотношение политических сил в Веймарской республике.
Шварцшильд покинул Германию в 1933 году после прихода национал-социалистов к власти, в эмиграции в Париже издавал журнал Das Neue Tage-Buch. В Германии его сочинения были запрещены, в августе 1933 года его имя появилось в первом списке лишённых гражданства Третьего рейха. Шварцшильд лишился гражданства Германии и своего имущества. Участвовал в работе кружка «Лютеция» в 1935—1936 годах, пытавшегося создать народный фронт против национал-социалистической диктатуры. Подписал «Воззвание к немецкому народу». В июле 1937 года в знак протеста против сталинистской направленности народного фронта вместе с Бернардом фон Брентано, Альфредом Дёблином, Конрадом Гейденом и Рудольфом Лангом основал Союз свободной прессы и литературы, выступавший против любого тоталитарного контроля литераторов как со стороны фашистов, так и сталинистов.
Летом 1940 года Шварцшильд эмигрировал в США и обосновался в Нью-Йорке, где работал журналистом. В 1949 году Леопольд Шварцшильд вернулся в Германию. Осенью 1950 года умер во время отпуска в Италии, предположительно, совершив самоубийство.

## Сочинения
- Das Ende der Illusionen, Querido Verlag, Amsterdam 1934
- Primer Of The Coming World, Knopf, New York 1944
- Von Krieg zu Krieg, Querido Verlag, Amsterdam 1947
- The Red Prussian. The Life and Legend of Karl Marx, Scribner, New York 1947
- Chronik eines Untergangs: Deutschland 1924—1939. Die Beiträge Leopold Schwarzschilds in den Zeitschriften «Das Tage-Buch» und «Das Neue Tage-Buch», hrsg. v. Andreas Wesemann, Czernin Verlag, Wien 2005, ISBN 3707601560